# Peter Murray Taylor, Baron Taylor of Gosforth
Peter Murray Taylor, Baron Taylor of Gosforth, PC (* 1. Mai 1930; † 28. April 1997) war ein britischer Richter und Life Peer.
Er studierte am Pembroke College der Universität Cambridge und wurde 1954 als Barrister zugelassen. 1980 wurde er als Richter an den High Court berufen und aus diesem Anlass zum Knight Bachelor geschlagen. 1988 wurde er Richter am Court of Appeal. Sein Name wurde einer breiteren Öffentlichkeit bekannt, als er von Premierministerin Margaret Thatcher zum Leiter einer Untersuchungskommission ernannt wurde, die sich mit den Vorfällen der Hillsborough-Katastrophe im Jahr 1989 befassen sollte. Der Taylor Report, wie der Abschlussbericht der Kommission genannt wurde, führte dazu, dass in den Stadien die Steh- in Sitzplätze umgewandelt wurden und die Absperrzäune um die Sitzplatzareale herum entfernt wurden. Kurz darauf wurde er am 27. April 1992 zum Lord Chief Justice befördert. 1992 wurde er als Baron Taylor of Gosforth, of Embleton in the County of Northumberland, zum Life Peer erhoben.
Am 4. Juni 1996 gab er aus gesundheitlichen Gründen sein Amt auf. Er starb ein Jahr später.